# Reprocessamento nuclear
O reprocessamento nuclear separa qualquer elemento utilizável (por exemplo o urânio e o plutônio) de produtos de fissão e outros materiais existentes no combustível nuclear gasto nos reatores nucleares. Normalmente, o objetivo é adicionar estes elementos em um novo combustível de óxido mesclado (MOX), ainda que alguns reprocessamentos são realizados para obter plutônio para armas nucleares. É o processo que fecha o círculo no ciclo do combustível nuclear.